# Хомченко, Виктор Викторович
Ви́ктор Ви́кторович Хо́мченко (укр. Віктор Вікторович Хомченко; род. 11 ноября 1994, Луцк) — украинский футболист, нападающий

## Игровая карьера
Футболом начинал заниматься в Ковеле Волынской области. В 2008 году перебрался в академию луцкой «Волыни». После завершения обучения был зачислен в юношескую команду лучан. В украинской Премьер-лиге дебютировал 6 апреля 2013 года в гостевой игре против «Металлиста» (0:1), заменив на 80-й минуте Сашу Стевича. После матча футболист так прокомментировал свою игру, — «Мне очень приятно дебютировать, хорошо, что Анатолий Васильевич выпустил меня. Если честно — не ожидал этого. Приятно было уже, что попал в список восемнадцати. А оценивать игру, дебют могут уже только тренеры и болельщики… Если честно, то я не нервничал. Я сам удивился, но вошёл в игру, отдал пас, один, второй, получил, ребята старшие помогли, Сергей Симинин подсказал — и все нервы прошли». Главный тренер «Волыни» Анатолий Демьяненко па послематчевом интервью выразился о дебюте Хомченко следующим образом: «Он одарённый парень. … мы стараемся молодёжь подтягивать. Также играл Прындета — он 93-го года, и Хомченко 94-го года».
Вскоре после дебюта на высшем уровне, Хомченко был вызван тренером юношеской сборной Украины до 19 лет Юрием Морозом на учебно-тренировочный сбор жёлто-синих в рамках подготовки к элит-раунду Евро-2013.
Летом 2014 года находился на просмотре в команде первой лиги ФК «Полтава».
28 февраля 2019 Карпаты внесли Хомченко в заявку на вторую половину сезона 2018/2019.